# Камайский сельсовет
Камайский сельсовет (бел. Камайскі сельсавет; ранее Комайский сельсовет) — административная единица на территории Поставского района Витебской области Белоруссии. Административный центр — агрогородок Камаи.

## История
20 июня 2008 года были упразднены деревни Бедунки, Ётишки, Юзефинополь, хутора Пнево, Сверблевщизна, Подолехнишки, Шильва.
В 2013 году в сельсовет пополнило 16 населённых пунктов упразднённого Ширковского сельсовета: Ботвиновичи, Вереньки, Идолино, Койры, Параски, Петровщина, Подоляны, Скураты, Труханки, Фалевичи, Шабаны, Шустицкие, Юшковщина, Яковичи, Ясево, Яськовичи.
С 28 марта 2022 г. деревня Дашки Малые упразднена.

## Состав
Камайский сельсовет включает 87 населённых пунктов:
- Акелы — хутор
- Андрушишки — деревня.
- Багдюны — деревня.
- Бенаполь — деревня.
- Бородино — деревня.
- Ботвиновичи — деревня.
- Буцевичи — деревня.
- Вереньки — деревня.
- Видлы — деревня.
- Вороновщина — деревня.
- Вязовщина — деревня.
- Гвоздовичи — деревня.
- Гейбовичи — деревня.
- Годутишки — деревня.
- Гражули — деревня.
- Гроди — деревня.
- Гуменники — деревня.
- Дашки — деревня.
- Дашки Большие — деревня.
- Дворчаны — деревня.
- Девгуны — деревня.
- Дробыши — деревня.
- Ейны — деревня.
- Ериново — хутор.
- Жардели — деревня.
- Жарские — деревня.
- Жары — деревня.
- Загатье — деревня.
- Идолино — деревня.
- Иодовцы — деревня.
- Камаи — агрогородок.
- ж/д рзд Камайка
- Койры — деревня.
- Конябичи — деревня.
- Королиново — деревня.
- Краски — деревня.
- Крюки-2 — деревня.
- Крюки 1 — деревня.
- Кукляны — деревня.
- Лапинцы — деревня.
- Леонки — деревня.
- Леоновичи — деревня.
- Лодоси — деревня.
- Мацковичи — деревня.
- Мацуты — деревня.
- Мирклишки — деревня.
- Муляры — деревня.
- Мумишки — деревня.
- Мунцевичи — деревня.
- Мягуны — деревня.
- Ноховщина — хутор.
- Олехнишки — деревня.
- Оцковичи — деревня.
- Параски — деревня.
- Петровичи — деревня.
- Петровщина — деревня.
- Подлеоновичи — деревня.
- Подоляны — деревня.
- Подсосна — хутор.
- Путятешки — деревня.
- Рагели — деревня.
- Ромашковичи — деревня.
- Рубеж — деревня.
- Руди — деревня.
- Сакуны — деревня.
- Свираны — деревня.
- Скураты — деревня.
- Старчуны — деревня.
- Сурвилишки — деревня.
- Телятники — деревня.
- Трапшевичи — деревня.
- Труханки — деревня.
- Тябуты — деревня.
- Фаворки — хутор.
- Фалевичи — деревня.
- Филиповцы — деревня.
- Чичели — деревня.
- Шабаны — деревня.
- Шкирели — деревня.
- Шустицкие — деревня.
- Юшковщина — деревня.
- Яковичи — деревня.
- Янкишки — деревня.
- Янковичи — деревня.
- Ясево — деревня.
- Яськовичи — деревня.

Упразднённые населённые пункты на территории сельсовета:
- Дашки Малые - деревня